# Moscow Cup
La Moscow Cup es una competición ciclista profesional que se disputa anualmente en Rusia. Estuvo denominada como Mayor Cup entre 2005 y 2014.
Se comenzó a disputar en 2005, coincidiendo con la creación de los Circuitos Continentales UCI, formando parte del UCI Europe Tour, dentro de la categoría 1.2 (última categoría del profesionalismo para carreras de un día).

## Palmarés
| Año  | Ganador           | Segundo             | Tercero              |
| ---- | ----------------- | ------------------- | -------------------- |
| 2005 | Ivan Terenin      | Alexander Gottfried | Normunds Lasis       |
| 2006 | Normunds Lasis    | Aleksejs Saramotins | Eduard Vorganov      |
| 2007 | Denís Galimziánov | Aleksandr Mirónov   | Aleksejs Saramotins  |
| 2008 | Timoféi Kritski   | Anatoliy Yugov      | Evgeny Reshetko      |
| 2009 | Mijaíl Antónov    | Valeri Valynin      | Sergey Shcherbakov   |
| 2010 | Žolt Der          | Aleksandr Porsev    | Iván Kovaliov        |
| 2011 | Ivan Stévic       | Dmitri Kosiakov     | Dimitry Samokhvalov  |
| 2012 | Ígor Bóyev        | Andi Bajc           | Viacheslav Kuznetsov |
| 2013 | Vitaliy Buts      | Maksim Pokídov      | Yuriy Agarkov        |
| 2014 | Serguéi Lagutín   | Andris Smirnovs     | Māris Bogdanovičs    |
| 2015 | Serhi Lahkuti     | Denys Kostiuk       | Siarhei Papok        |

## Palmarés por países
| País    | Victorias |
| ------- | --------- |
| Rusia   | 6         |
| Serbia  | 2         |
| Letonia | 1         |
| Ucrania | 1         |